# 小林宗作
小林宗作（1893年6月15日—1963年2月8日）日本的韵律舞蹈研究者、幼儿教育研究者。出生于日本群马县吾妻郡岩岛村（即现在的东吾妻町）。毕业于东京音乐学校乙种师范科（即现在的东京艺术大学音乐学部）。

## 生平
在大正自由教育运动时期，从事教育入学前、初等教育阶级儿童的工作，并且有着实行自由的艺术、音乐教育的志向。后来担任小学教员，在此期间他两度留学欧洲，研究幼儿教育、音乐节奏与造型节奏的关系、音乐和体操的结合等，并向日本教育界介绍研究成果。1937年，他怀着自己的理想，创办了实行幼小一貫教育的巴学园，他在这所学校中也加入了韵律体操教育。但是后来巴学园因为在东京大轰炸中被毁而被废止。战时他曾在茨城县土浦市海军少年飞行队负责节奏与音感的训练。战后他开始经营战争中残留下来的幼稚园，也曾经在国立音乐大学初等教员养成附属学校工作。
他在日本节奏教育、音乐教育、钢琴教育、综合节奏教育等方面都是著名的人物，各方面对他评价较高。

## 家族
出生於清貧農家，有著六個兄弟姊妹，排行最小。昭和初期他的姐姐嫁到金子家，所以他成为金子家养嗣子，改姓金子，后来他在工作和著书时经常使用旧姓小林。次兄毕业于群马师范学校，在群马和东京当过小学教员、校长。虽然兄弟二人都从事教育，但却有一些分歧，兄弟之间在教育上经常交流。
另外，宗作的长男以幼稚园的名字“巴”命名。

## 《窗边的小豆豆》
小林宗作在黑柳彻子的《窗边的小豆豆》中登场，在书中他是一个非常和善的人，受到学生们的欢迎。

## 年表
- 1893年 - 出生在群马县岩岛村的农家，是这个家庭的三男，也是末子。
- 1899年 - 进入吾妻郡三岛小学校。
- 1907年 - 三島小学校高等科毕业后、就当了代课老师。
- 1911年 - 取得教师资格。在東京的牛込小学校担任教师。
- 1916年 - 東京音乐学校乙种师范科（高等小学校毕业者的1年制課程）入学。
- 1917年 - 東京音乐学校毕业。成为公立小学校成蹊小学校的音乐教师。
- 1923年 - 三菱财阀的岩崎小弥太男爵看了他写的歌剧之后深受感动，资助他去瑞士、法国、德国、意大利、英国等地考察那里的教育情况。归国后，去了石井漠舞踊研究所、東洋英和女学院、国立音乐大学当教师。并且和小原国芳共同创办了成城学园。
- 1930年 - 再次去欧洲。去了巴黎、米兰、柏林留学。
- 1937年 - 手塚岸卫创办的自由之丘小学，经过石井漠的劝说，被改为巴学园。
- 1945年 - 在東京大空袭中，学校被毁，他看着燃烧的校舍，说：“我会再创办一所学校。”战后于1948年创办樱花幼稚园，并担任初代园长。后来曾担任国立音乐大学讲师。
- 1963年 - 去世。

## 学生
- 井上园子（钢琴家）
- 野边地瓜丸（钢琴家）
- 黑柳徹子（主持人、演员、随笔作家）
- 山内泰二（日语：山内泰二）（物理学者）
- 大荣国雄
- 池内淳子（女演员）
- 津岛恵子（女演员）
- 美轮明宏（创作歌手、演员、演出家、演播人员）

## 关联条目
- 窗口边的小豆豆